# Caino

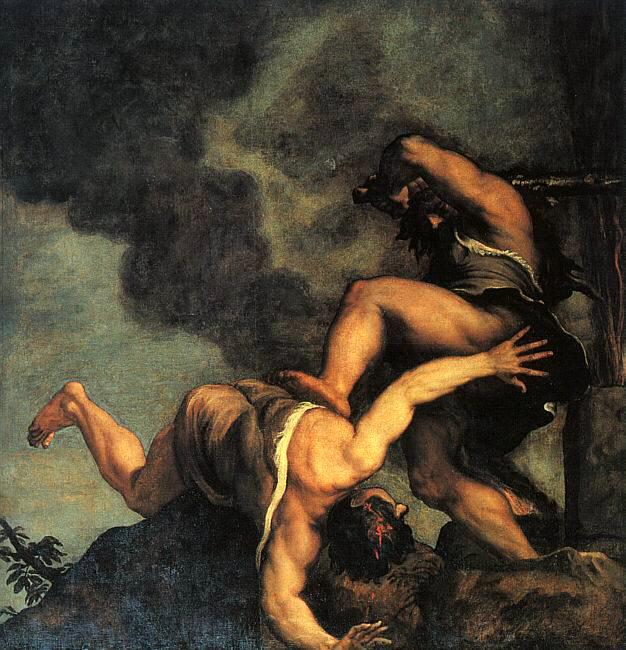
Caino uccide Abele, di Tiziano Vecellio

Caino (in ebraico קַיִן , Qáyin, che significa "acquisizione") è un personaggio biblico, figlio maggiore di Adamo ed Eva e fratello di Abele.
Secondo la Genesi, è il primo uomo nato (non creato) nella storia umana ed è inoltre il primo fratricida, in quanto uccise suo fratello (Genesi 4,8).
Secondo la tradizione ebraica, Caino uccise Abele con una lama prodotta dalla mandibola di un asino. La Genesi, però, non chiarisce le modalità dell’omicidio.

## NellaGenesi

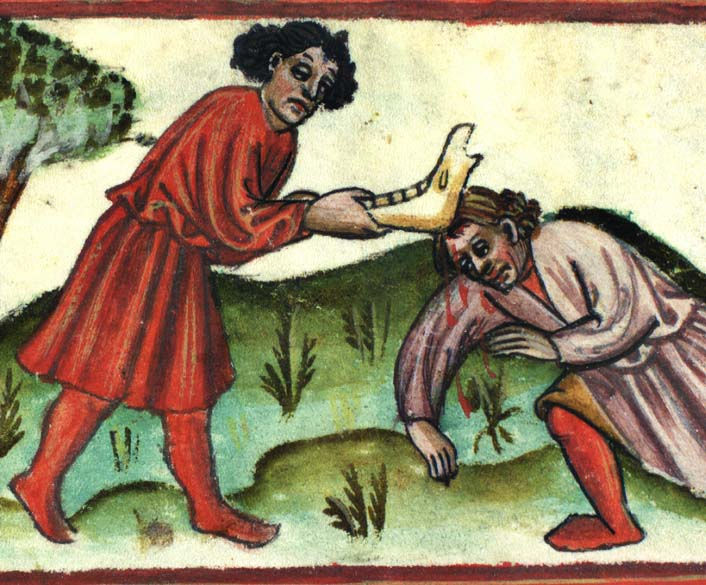
Caino uccide Abele, da un manoscritto del XV secolo

Caino appare nel libro della Genesi (4,1-15) come agricoltore mentre suo fratello Abele è pastore.
Il testo racconta che i sacrifici di Abele, a base di animali, erano graditi a Dio a differenza di quelli di Caino, a base di prodotti della terra.
Caino si ingelosì di suo fratello e, nonostante Dio lo avesse invitato a non sconfortarsi (“Se agisci bene, un’offerta per il peccato è distesa presso la porta”: in altre parole,  Dio avrebbe messo a disposizione di Caino un’offerta sacrificale sostituitiva a lui gradita, qualora quest’ultimo lo avesse accettato), Caino uccise il fratello.
Dio chiese conto a Caino dell'omicidio ed egli rispose: "Sono forse il custode di mio fratello?", non mostrando alcun pentimento o rimorso.
Dio condannò quindi Caino ad essere per sempre ramingo e pose un segno su di lui come marchio ma proibì che fosse ucciso: chi l'avesse fatto, infatti, avrebbe subito la vendetta sette volte. Caino si recò quindi "nel paese di Nod, ad oriente dell'Eden", portando con sé sua moglie (Genesi 4,16-24). La Bibbia non indica il nome della moglie di Caino, né chiarisce la sua provenienza; in ogni caso, Adamo ed Eva ebbero molti figli e figlie, ma la Genesi indica il nome solo dei primi tre figli maschi: Caino, Abele e Set (Genesi 5,4).
Testi apocrifi citano la moglie di Caino con il nome di Remona una sua lontana cugina.
Al primogenito di Adamo, Caino, viene attribuita l'origine della tribù dei Keniti. Inoltre egli "si mise a edificare una città" e le diede il nome del figlio: Enoch. I suoi discendenti sono in parte elencati e includono uomini che si distinsero come nomadi allevatori di bestiame, suonatori di strumenti musicali e forgiatori di arnesi di metallo e altri che divennero noti perché praticavano la poligamia e per la loro violenza.

## Nella tradizione ebraica
- Caino e Abele ebbero due sorelle gemelle rispettivamente di nome Calmana e Deborah e ognuno sposò la sorella dell'altro per ordine divino al fine di assicurare la sopravvivenza della specie umana. Secondo un Midrash e lo Zohar, i motivi dell'uccisione da parte di Caino del fratello Abele furono la gelosia e la discussione su chi dovesse sposare la terza: i commentatori, tra cui Rashi, affermano che questo caso non ricade nel divieto di commettere incesto ma è anzi segno della Bontà di Dio l'aver concesso le unioni tra Caino, Abele e le loro sorelle affinché si continuasse la specie (caso poi proibito: cfr matrimonio (religione)). Caino pretendeva anche la seconda sposa giustificandone il diritto per la propria primogenitura.
- Dio non gradì l'offerta vegetale (semi di lino ed orzo) di Caino poiché egli non scelse la parte migliore del suo raccolto e la offrì in modo sbagliato: egli, pensando anche di poter risolvere la maledizione della terra, decise di offrire semi di lino, in quel momento certamente non apprezzabili, per confrontarne la natura con la situazione peggiorata della Terra, quasi una sfida verso Dio.
- Sin dalla nascita, Caino riportò le conseguenze negative del veleno iniettato in Eva dal serpente da cui Abele invece nacque immune.
- Quando Caino e Abele si scontrarono, dopo che Caino, già determinato a ucciderlo, gli propose di dividere il mondo con le cose che si muovono per il secondo e la terra per sé (infatti, dopo l'accordo, Caino disse subito ad Abele di andar via dalla terra) e Abele fuggì sino sulle alture dei monti, dopo l'attacco del primo, Abele riuscì poi a prevalere, anche per la sua potenza, ma Caino finse di dispiacersi in quanto fratelli; Abele ne ebbe pietà, lo lasciò e Caino, approfittandone, prese una pietra con cui lo uccise gettandogliela al collo: anche per questo i Maestri ebrei deducono l'importanza del versetto che afferma di non essere buono con il malvagio anche per il male che ne verrebbe.
Quando Caino decise di uccidere il fratello Abele, ebbe conoscenza del modo in cui farlo osservando il padre Adamo sacrificare dei tori per Dio (infatti, precedentemente a questo episodio, non sapeva come fare benché avesse già deciso di compiere l'assassinio): secondo i commentatori Caino fu invidioso di Abele perché Dio fece scendere il fuoco celeste per consumare la sua offerta mentre la propria, ritenuta riprovevole secondo quanto sopra spiegato, fu scartata (Caino fu contadino, in quel momento quasi una sfida a Dio con intenti come i suoi, almeno sino a quando giunse poi Noè).
- Quando Dio cercò la Teshuvah di Caino, egli rispose con sfacciataggine: "...perché mi interroghi?! ...Tu avresti potuto impedire che questo avvenisse... Tu hai creato in me lo Yetzer ha-ra..." e Dio iniziò il suo rimprovero accusandolo di essere malvagio e dicendogli che, uccidendo suo fratello Abele, aveva impedito che quattro famiglie sorgessero da lui (Midrash Tankhumah Bereshit 9).
- Punizioni contro Caino:
  - per aver tentato di divenire il solo padrone della Terra, fu condannato a vagare errabondo su di essa;
  - non avrebbe tratto vantaggi dalla terra, che non sarebbe stata fertile come precedentemente;
  - non appena ti fermerai, tutti ti inseguiranno e ti colpiranno. Sarai dunque costretto a fuggire costantemente e, ogni volta che ti fermerai, la terra tremerà sotto i tuoi piedi;
  - ...alla fine morirai coperto di vergogna senza ricevere la giusta sepoltura.
- Ascoltate le punizioni dette a lui da Dio, Caino chiese senza il modo corretto di non essere ucciso, cosa che temeva maggiormente: Dio gli promise che questa punizione sarebbe stata poi inflitta dopo sette generazioni infatti, giunto il momento, quando Lemech era a caccia con il figlio Tubal Cain, non distinguendo Caino e credendo si trattasse di un animale per il corno cresciuto (su Caino), ulteriore punizione, questo avvisò il padre Lemech che quindi uccise Caino involontariamente.

## Interpretazioni storiche e teologiche
Al tempo cui si fa riferimento nel versetto la popolazione del mondo si stava accrescendo. In quel tempo Caino e Abele dovevano aver imparato che il peccatore può accostarsi nuovamente al Dio santo solamente con lo spargimento del sangue di un sacrificio sostitutivo. Presentando un’offerta priva di sangue, Caino dimostrava di non aver accolto tale rivelazione. Abele invece prestò fede al decreto divino e offrì  sacrificio di animali, dando prova in tal modo della propria fede e della propria giustificazione in Dio (vd. Eb 11:4). Con l’offerta dei primogeniti del suo gregge, Abele riconosceva che il Signore meritava il meglio di ogni cosa. L’offerta di Abele prefigura il sacrificio vicario dell’Agnello di Dio che toglie i peccati del mondo.
La città di Enoch costruita da Caino, secondo i criteri moderni, poteva essere un semplice villaggio fortificato.
Secondo alcuni il racconto di Caino e Abele è considerato una rappresentazione narrativa del contrasto tra la vita dei nomadi e quella degli stanziali.
Al tempo dei re (secoli X-VII a.C.) esisteva ancora in Israele un gruppo seminomade, i recabiti, che continuava a rifiutare l'esperienza agricola urbana e viveva nelle tende, e che dal profeta Geremia (35,1-2) verrà additato come esempio per tutto il popolo d'Israele per la sua fervente condotta.
Secondo una tradizione ebraica (Targum Jonathan, Genesi 4,15, Pirqé Rabbi Eliezer 21, Zohar I,36b, e Rashi 1.4), il segno che Dio pose sul corpo di Caino erano il Tetragramma biblico o lettere della Torah.
Secondo Rashid che cita un midrash di Rabano Mauro, Caino morì a causa di una freccia scagliata da un uomo bendato.

## Nella cultura di massa

### Musica
- La band statunitense Avenged Sevenfold prende il nome proprio dalla punizione riservata nella Bibbia a chi avesse ucciso Caino.
- «Volersi male è un bastardo destino / di essere insieme Abele e Caino» - Marco Masini, Volersi male (settima traccia del suo quarto album in studio Il cielo della vergine), 1995
- Nel brano Giù le mani da Caino di Frankie hi-nrg mc, quinta traccia del suo secondo album La morte dei miracoli (1997), l'artista usa la figura di Caino per prendere le distanze dalla pena di morte.[10]

### Letteratura
- Nel Beowulf, poema epico scritto in antico inglese da autore sconosciuto, ai versi 106-108 si dice che Grendel e sua madre, due dei tre grandi avversari del protagonista, discendono proprio da lui.
- Dante, nella Commedia, chiama Caina la prima zona del nono cerchio infernale, dove sono puniti i traditori dei parenti.
- Cain è una tragedia in versi scritta nel 1821 da George Byron.
- Alla stirpe di Caino dedica particolare attenzione Gérard de Nerval nel racconto La Regina del mattino e Solimano principe dei geni.
- Caino è un romanzo dello scrittore portoghese José Saramago.
- Nella serie di romanzi fantasy Shadowhunters di Cassandra Clare viene applicato il Marchio di Caino a uno dei personaggi principali, Simon, per proteggerlo da un vampiro.
- Giuseppe Ungaretti ha scritto una lirica intitolata Caino, contenuta nella raccolta Sentimento del Tempo, in cui il personaggio biblico, detto "pastore di lupi", rappresenta la primordiale tendenza dell'uomo a peccare. La natura violenta di Caino prevale nel mondo superando la purezza edenica di cui il poeta è alla ricerca.
- In Autodifesa di Caino di Andrea Camilleri Caino stesso, con estrema umiltà e bontà, si giustifica dall'aver ucciso il proprio fratello.

### Tradizioni popolari
- Nel Medioevo le macchie lunari venivano considerate connesse alla figura di Caino, esiliato sul satellite dopo il suo gesto efferato con una fascina di spine legata alla schiena (tradizione ripresa da Dante al verso 126 di Inferno XX e al verso 51 di Paradiso II). Sempre a questa credenza è probabilmente legata la filastrocca infantile che recita (con la variante «ecco» in luogo di «vedo»): Vedo la luna, vedo le stelle, vedo Caino che fa le frittelle; vedo la tavola apparecchiata, vedo Caino che fa la frittata.

### Film
- Nel film He Never Died, diretto da Jason Krawczyk nel 2015, il protagonista, interpretato da Henry Rollins, immortale e bevitore di sangue, rivela di essere Caino[11].
- Nel film Anno uno compaiono i personaggi di Caino e Abele.

### Fumetti
- The Unwritten: serie a fumetti pubblicata dalla DC Comics per l'imprint Vertigo tra il 2009 e il 2015 realizzata da Mike Carey e Peter Gross. Nell'opera una delle nemesi del protagonista (Tommy Taylor) è un sicario di nome Pullman che agisce per conto di una cabala segreta che manipola la realtà attraverso il controllo della narrazione storica, dei miti e di ogni forma di folklore che plasma l'immaginazione umana[12]. Alla base vi è il "grande segreto" in accordo al quale la realtà è determinata da ciò che si immagina e in cui si crede: Pullman ne è l'esempio vivente in quanto è un essere immortale (in vita da 7000 anni) ed è nato come Caino, fratello di Abele all'interno di una tribù primitiva che adorava un Dio del cielo[12]. Caino era dedito all'agricoltura e non credeva nel Dio del fratello mentre Abele compiva sacrifici umani in suo nome; per fermarlo Caino uccide il sangue del suo sangue ma in seguito a tale assassinio nacquero miti religiosi che sono stati fondanti per religioni millenarie e diffuse a livello planetario[12]. Queste credenze lo hanno reso immortale e lo hanno condannato a vivere come un criminale poiché questo è ciò che la sua storia ha impresso nell'immaginario collettivo, matrice d'origine della realtà e rappresentata simbolicamente dal Leviatano[12]. Ora però, stanco di interpretare tale ruolo, sta cercando la morte che può solo arrivare distruggendo lo stesso Leviatano, contenitore di tutte le storie mai immaginate, scritte o sognate[12].
- Un personaggio di nome Kajin appare nello speciale nº9 del 1995 di Dylan Dog, I Vivi e I Morti. Il personaggio è raffigurato insieme ad altre figure storiche e dell'immaginario collettivo, tra questi Napoleone racconta che Kajin (disegnato come se fosse un uomo di Neanderthal) sia proprio il Caino biblico.
- Caino insieme a suo fratello Abele sono dei personaggi ricorrenti nel fumetto di "The Sandman" di Neil Gaiman

### Serie televisive
- Nella serie Galactica del 1978 uno dei personaggi secondari è il comandante Caino, genio militare privo di scrupoli al comando della Pegasus, gemella del Galactica; praticamente identico è il personaggio dell'ammiraglio Helena Cain, che compare nel remake Battlestar Galactica.
- Nella serie Supernatural Caino, interpretato da Timothy Omundson, è un potente demone che appare per la prima volta nella nona stagione: secondo questa versione uccise suo fratello per sottrarlo agli inganni di Lucifero e permettergli di andare in Paradiso, mentre lui accettò di essere dannato per sempre pur di salvarlo. Dopo essersi tolto la vita rinacque come demone e fondò la cerchia dei Cavalieri dell'Inferno, passando millenni a compiere atrocità finché non si innamorò di una donna umana che lo convinse a ritirarsi. Dean Winchester e Crowley gli si rivolgono per ottenere il suo Marchio e l'arma con cui uccise suo fratello, la Prima Lama, per eliminare per sempre l'ultimo Cavaliere dell'Inferno rimasto, Abbadon.
- Nella serie Lucifer, il tenente del LAPD Marcus Pierce, interpretato da Tom Welling, non muore dopo essere stato accoltellato da Lucifer, rivelando così di essere Caino. Il diavolo lo descrive come "il primo assassino del mondo, che fu marchiato da Dio e condannato a vagare per sempre sulla Terra da solo come tortura eterna".

### Giochi di ruolo e musical
Nel gioco di ruolo Vampiri: la masquerade Caino è considerato il primo vampiro della storia e in una serie di musical ispirati al manga e anime Sailor Moon è venerato dai vampiri come loro creatore col nome "Dark Cain" (Caino l'oscuro).

### Videogiochi
- Nella serie Legacy of Kain il protagonista, e in seguito antagonista del gioco, si chiama Kain.
- Nella serie Command & Conquer l'antagonista principale si chiama Kane (che in inglese si pronuncia come "Cain") ed è a capo di un'organizzazione detta Fratellanza di Nod.
- In The Binding of Isaac uno dei personaggi sbloccabili si chiama Cain e ha una benda sull'occhio sinistro.
- In The Darkness II viene spiegato che Dio, dopo l'omicidio di Abele, offrì a Caino il perdono ma, in cambio, avrebbe dovuto viaggiare per il mondo difendendo l'umanità dal male.
- In Final Fantasy IV uno dei protagonisti si chiama Kain e in seguito questi diventa il rivale del protagonista e della sua squadra.
- Nella serie Assassin's Creed Caino, dopo aver ucciso Abele, il fondatore dell'Ordine degli Assassini, fu esiliato dai suoi genitori Adamo ed Eva e marchiato con il simbolo della croce. Dopo aver camminato a lungo scoprì un villaggio dove fondò Ordine dei Templari, che adottarono il suo marchio come simbolo ufficiale dell'Ordine.
- In Shin Megami Tensei: Devil Survivor Naoya si rivela essere la reincarnazione di Caino.

### Lingua inglese
Nella lingua inglese l'espressione idiomatica to raise Cain significa "creare un grande disturbo", "fare baldoria", "scatenare un putiferio".